# ملكة جمال العالم 2006
ملكة جمال العالم 2006 هي مسابقة ملكة جمال العالم السادسة والخمسين في تاريخ مسابقة ملكة جمال العالم منذ انطلاقتها عام 1951، عقدت المسابقة في 30 سبتمبر 2006 في سالا كونجريسوا، القاعة الرئيسية لقصر الثقافة والعلوم في وارسو، بولندا، البالغ سعتها عدد 2897 مقعدًا، هذه هي المرة الأولى على الإطلاق التي تقام فيها المسابقة في أوروبا ومدينة أوروبية أخرى غير مدينة لندن في المملكة المتحدة، حيث سبق أن عقدت هناك في عام 2002 بعد الجدل النيجيري. اختتمت المسابقة رسمياً بعد أن توجت تاتيانا كوتشاروفا من جمهورية التشيك بمسابقة ملكة جمال العالم 2006، من قبل حاملة اللقب السابقة أونور بيرنا فليالمسدوتر من أيسلندا.

## النتائج

### المراكز النهائية
| النتائج النهائية      | المتنافسة |
| --------------------- | --- |
| ملكة جمال العالم 2006 | - التشيك - تاتيانا كوتشاروفا |
| الوصيفة الأولى        | - رومانيا - ايوانا بويتور |
| الوصيفة الثانية       | - أستراليا - صابرينا حسامي |
| أفضل 6                | - أنغولا - ستيفاندرا أوليفيرا - البرازيل - جين بورخيس - جامايكا - سارا لورانس |
| أفضل 17               | - كندا - مالغوسيا مايفيسكا - غانا - لاميسي مبيلا - الهند - ناتاشا سوري - لبنان - أنابيلا هلال - المكسيك - كارلا خيمينيز - ناميبيا - آنا نشاندي - أيرلندا الشمالية - كاترين ميليغان - بورتوريكو - ثيوبيام كاريون - اسكتلندا - نيكولا ماكلين - فنزويلا - فريدريكا غوزمان - فيتنام - ماي فنغ ثوي |

### ملكات القارات للجمال
من بين المتأهلين لنصف النهاية، قامت مجموعة من الحكام باختيار الفائزة من كل مجموعة قارية وحصلت على لقب ملكة جمال العالم القارية. جميعهم حلوا ضمن أفضل 6 متسابقين.
| المجموعة القارية | المتنافسة                     |
| ---------------- | ----------------------------- |
| أفريقيا          | - أنغولا - ستيفاندرا أوليفيرا |
| الأمريكتين       | - البرازيل - جين بورخيس       |
| آسيا وأوقيانوسيا | - أستراليا - صابرينا حسامي    |
| الكاريبي         | - جامايكا - سارا لورانس       |
| شمال أوروبا      | - التشيك - تاتيانا كوتشاروفا  |
| جنوب أوروبا      | - رومانيا - ايوانا بويتور     |

### ترتيب الإعلانات
| 1. فيتنام 2. أستراليا 3. الهند 4. جمهورية التشيك 5. إسكتلندا 6. رومانيا 7. لبنان 8. جامايكا 9. بورتوريكو 10. المكسيك 11. البرازيل 12. ناميبيا 13. أنغولا 14. فنزويلا 15. كندا 16. أيرلندا الشمالية 17. غانا | 1. أستراليا 2. جمهورية التشيك 3. رومانيا 4. جامايكا 5. البرازيل 6. أنغولا |  |

## المتسابقات
- أنغولا - ستيفياندرا أوليفيرا
- الأرجنتين - بياتريس فاليجوس
- أروبا - شيناندواه ويجشير
- أستراليا - صابرينا حسامي
- النمسا - تاتيانا باتينيتش
- باهاماس - ديندريا كونليف
- باربادوس - لاتويا ماكدوالد
- بيلاروسيا - كاتسيارينا ليتفينافا
- بلجيكا - فيرجيني كلايس
- بوليفيا - آنا ماريا أورتيز
- البوسنة والهرسك - أزرا غازديك
- بوتسوانا - لوراتو تيبوجو
- البرازيل - جين بورجيس
- بلغاريا - سلافينا فاتوفا
- كندا - مالغوسيا ماجوسكا
- تشيلي - كونستانزا سيلفا
- كمبوديا - صن سريوم
- جزر كايمان - أمبية إيبانكس
- الصين - ديو ليو
- كولومبيا - إليزابيث لويزا
- جمهورية الكونغو الديمقراطية - ديان موينغا
- كوستاريكا - بلجيكا أرياس
- كرواتيا - إيفانا ارجيتش
- كوراساو - فيرينا مارثا
- قبرص - ايلي مانولي
- جمهورية التشيك - تاتيانا كوتشاروفا
- الدنمارك - ساندرا شبور
- جمهورية الدومينيكان - باولا توريس
- الإكوادور - ريبيكا فلوريس
- السلفادور - تاتيانا روميرو
- إنجلترا - إليانور جلين
- إستونيا - ليزي بولدسام
- إثيوبيا - أمليست موتشي
- فنلندا - جينينا توكو
- فرنسا - لورا فاسكيل
- ألمانيا - إيديتا أوراسكانين
- غانا - لاميسي مبيلا
- جورجيا - نينو كالاندادزي
- جبل طارق - هايلي أوبراين
- اليونان - ايريني كارا
- غوادلوب - كارولين بيفيس
- غواتيمالا - جاكيلين بيتشينيني
- غيانا - ديسيا بريثويت
- هونغ كونغ - جانيت تشو
- المجر - ريناتا توث
- الهند - ناتاشا سوري
- إندونيسيا - كريستانيا بيسو
- آيسلندا - أسديس هالغريمسدوتير
- أيرلندا - سارة موريسي
- إسرائيل - يائيل نزري
- إيطاليا - إليزافيتا ميغاتشيفا
- جامايكا - سارا لورانس
- اليابان - كازوها كوندو
- كازاخستان - سابينا تشوكاييفا
- كينيا - خديجة كابتو
- كوريا - شارون بارك
- لاتفيا - ليغا مينارتي
- لبنان - أنابيلا هلال
- ليبيريا - باتريس جواه
- مقدونيا - ماريا فيجوفا
- ماليزيا - أديلين وان
- مالطا - صولانج ميفسود
- مارتينيك - ستيفاني كولوسي
- موريشيوس - فانيشا سيتوهول
- المكسيك - كارلا خيمينيز
- مولدوفا - الكسندرا ديمسيوك
- منغوليا - سيلينجي إردين أوشير
- الجبل الأسود - إيفانا كنيزيفيتش
- ناميبيا - آنا ناساندي
- هولندا - شيريل باس
- نيجيريا - أبيولا باشورون
- إيرلندا الشمالية - كاثرين جين ميليغان
- النرويج - توني إليز سكجيرفيك
- بنما - جيزيل بيسو
- بيرو - سيلفيا كورنيجو
- الفلبين - آنا ماريس إجبيت
- بولندا - مارزينا تشيليك
- البرتغال - سارة الميدا
- بورتوريكو - تيبيام كاريون
- رومانيا - إيوانا بوتور
- روسيا - ألكسندرا مازور
- اسكتلندا - نيكولا ماكلين
- صربيا - فيدرانا غربوفيتش
- سنغافورة - كولين بيريرا
- سلوفاكيا - ماجدالينا سيبيستوفا
- سلوفينيا - ايريس مليج
- جنوب أفريقيا - ثولي سيثول
- إسبانيا - إنماكولادا توريس
- سريلانكا - دانييل كيركوفن
- سانت لوسيا - تاماليزا بابتيست
- السويد - كاثرين سكوج
- تاهيتي - فاينوي سيمون
- تنزانيا - ويما سيبيتو
- تايلند - ميليسا مهابول
- ترينيداد وتوباغو - تينكي دي فريتاس
- تركيا - ميرفا بويوكساراتش
- أوكرانيا - أولغا شيلوفانوفا
- الولايات المتحدة - بروك انجوس
- أوروغواي - مارلين بوليتي
- فنزويلا - فريدريكا غوزمان
- فيتنام - ماي فونغ ثوي
- ويلز - سارة فليمينغ
- زامبيا - كاتانيكوا ماتوندويلو
- زيمبابوي - لورين مافالا

## الروابط الخارجية
- موقع ملكة جمال العالم الرسمي